# Battersea-Schild
Der Battersea-Schild (englisch Battersea shield) ist ein antiker Schild aus Bronze aus der Zeit um 300 v. Chr. und einer der bedeutendsten keltischen Kunstgegenstände der britischen Inseln. Er ist kein vollständiger Schild, sondern nur die Abdeckung eines nicht erhaltenen Holzschildes und wird heute im Raum 50 des Britischen Museums ausgestellt.

## Geschichte
Die Herstellungszeit ist umstritten, als wahrscheinlich gilt ein Entstehungszeitraum zwischen 1. und 3. Jahrhundert v. Chr., wobei auch das 1. Jahrhundert n. Chr. vorgeschlagen wurde.
Der Schild wurde 1857 bei Bauarbeiten für die erste Chelsea Bridge im Schlick der Themse in der Nähe der Battersea Bridge in London gefunden. In der Umgebung wurden noch viele weitere römische und keltische Waffen (unter anderem der Waterloo-Helm, der Kessel von Battersea) und Skelette gefunden, was viele Historiker vermuten lässt, hier habe 54 v. Chr. Julius Caesars Überquerung der Themse im Zuge seiner Britannienfeldzüge stattgefunden.

## Beschreibung
Hergestellt wurde der Schild in der Repoussé-Technik. Die drei runden Ornamentscheiben bestehen aus mehreren Spiralen und Kreisen mit 27 Einlagen aus rotem Email, die größte auf dem Buckel der mittleren Scheibe. Die Verzierungen sind typisch für die Latènezeit (La-Tène-Stil).
Es dürfte sich dabei um ein rein ornamentales Artefakt handeln, das nicht für kriegerische Zwecke gedacht war, da er zu kurz ist, um in einer Schlacht effektiv Schutz zu bieten. Da er zudem keine Spuren von Kampfbeschädigungen aufweist, wurde er möglicherweise absichtlich als Votivgabe in der Themse deponiert.
Der Schild wird im Museum unter der Inventarnummer „1857,0715.1“ geführt.